# Ligue des champions 2 de l'AFC
La Ligue des champions 2 de l'AFC (AFC Champions League 2), abrégée en ACL2, anciennement dénommée Coupe de l'AFC, est une compétition annuelle de football organisée par la Confédération asiatique de football (AFC),  ouverte aux clubs des pays jugés « en développement ». 
Pour l'édition 2015, 19 nations sont représentées, avec un nombre d'équipes qualifiées (41) déterminé par l'AFC en fonction du classement des nations asiatiques.

## Histoire
En décembre 2022, la commission des compétitions de l'AFC annonce qu'une réforme des compétitions de club aura lieu. Après que le football asiatique est joué sur deux compétitions (Ligue des champions de l'AFC et Coupe de l'AFC), ils passeront à trois compétitions, la première à 24 clubs, la deuxième à 32 clubs et la troisième à 20 clubs.
Le 14 août 2023, la Confédération asiatique annonce le nom des trois compétitions inter-clubs : La Ligue des champions Élite, la Ligue des champions 2 et la Challenge League,.
Le 24 mai 2024, l'AFC a annoncé que les records et les statistiques des compétitions interclubs précédentes de l'AFC seraient reconnus et intégrés dans les compétitions interclubs remaniées, les données de la Coupe de l'AFC étant transférées à la Ligue des champions 2 de l'AFC .

## Format
Le format de cette compétition est différent des deux autres, c'est-à-dire :
- tours de qualification, Selon les places allouées aux associations, des tours de qualification ont lieu pour qu'il y ait 32 équipes en phase de groupes.
- Une phase de groupes, qui est composée de huit groupes de quatre équipes chacun. Les deux premiers de chaque groupe poursuivent la compétition en huitièmes de finale.
- Une phase finale, constituée de 16 équipes qualifiées de la phase de groupes qui est décomposée en huitièmes de finale, quarts de finale, et demi-finales jouées en aller-retour.
- Une finale, sur un terrain neutre. Prolongation voire tirs au but en cas d'égalité.

## Palmarès
| N°                    | Édition        | Vainqueur                                                       | Score                                                           | Finaliste                                                       | Lieu de la finale                                                           |
| Coupe de l'AFC        | Coupe de l'AFC | Coupe de l'AFC                                                  | Coupe de l'AFC                                                  | Coupe de l'AFC                                                  | Coupe de l'AFC                                                              |
| --------------------- | -------------- | --------------------------------------------------------------- | --------------------------------------------------------------- | --------------------------------------------------------------- | --------------------------------------------------------------------------- |
| 1                     | 2004           | Al-Jaish SC                                                     | 3 - 2 0 - 1                                                     | Al-Wahda Club                                                   | Stade des Abbassides (Damas) Stade des Abbassides (Damas)                   |
| 2                     | 2005           | Al-Faisaly Club                                                 | 1 - 0 3 - 2                                                     | Nejmeh SC                                                       | Stade international (Amman) Stade Al Manara (Beyrouth)                      |
| 3                     | 2006           | Al-Faisaly Club (2)                                             | 3 - 0 2 - 4                                                     | Al Muharraq Club                                                | Stade international (Amman) Stade national de Bahreïn (Riffa)               |
| 4                     | 2007           | Shabab Al-Ordon Club                                            | 1 - 0 1 - 1                                                     | Al-Faisaly Club                                                 | Stade international (Amman) Stade international (Amman)                     |
| 5                     | 2008           | Al Muharraq Club                                                | 5 - 1 5 - 4                                                     | Safa Beyrouth SC                                                | Stade national de Bahreïn (Riffa) Cité sportive Camille-Chamoun, (Beyrouth) |
| 6                     | 2009           | Koweït SC                                                       | 2 - 1                                                           | Al-Karamah SC                                                   | Stade du Koweit Sporting Club (Koweït)                                      |
| 7                     | 2010           | Al Ittihad Alep                                                 | 1 - 1 (4- 2tab)                                                 | Al-Qadsia SC                                                    | Stade international Jaber Al-Ahmad (Koweït)                                 |
| 8                     | 2011           | Nasaf Qarshi                                                    | 2 - 1                                                           | Koweït SC                                                       | Stade Markaziy (Karchi)                                                     |
| 9                     | 2012           | Koweït SC (2)                                                   | 4 - 0                                                           | Arbil SC                                                        | Stade Franso-Hariri, (Erbil)                                                |
| 10                    | 2013           | Koweït SC (3)                                                   | 2 - 0                                                           | Al-Qadsia SC                                                    | Al-Sadaqua Walsalam Stadium (Koweït)                                        |
| 11                    | 2014           | Al-Qadsia SC                                                    | 0 - 0 (4- 2tab)                                                 | Arbil SC                                                        | Maktoum Bin Rashid Al Maktoum Stadium (Dubaï)                               |
| 12                    | 2015           | Johor Darul Ta'zim FC                                           | 1 - 0                                                           | Istiqlol Douchanbé                                              | Stade Pamir, (Douchanbé)                                                    |
| 13                    | 2016           | Al-Qowa Al-Jawiya                                               | 1 - 0                                                           | Bengaluru FC                                                    | Qatar SC Stadium (Doha)                                                     |
| 14                    | 2017           | Al-Qowa Al-Jawiya (2)                                           | 1 - 0                                                           | Istiqlol Douchanbé                                              | Hisor Central Stadium (Hisor)                                               |
| 15                    | 2018           | Al-Qowa Al-Jawiya (3)                                           | 2 - 0                                                           | FK Altyn Asyr                                                   | Basra Sports City Stadium (Bassorah)                                        |
| 16                    | 2019           | Al Ahed FC                                                      | 1 - 0                                                           | April 25 SC                                                     | Kuala Lumpur Stadium (Kuala Lumpur)                                         |
| -                     | 2020           | Abandonnée avant son terme en raison de la pandémie de Covid-19 | Abandonnée avant son terme en raison de la pandémie de Covid-19 | Abandonnée avant son terme en raison de la pandémie de Covid-19 | Abandonnée avant son terme en raison de la pandémie de Covid-19             |
| 17                    | 2021           | Al-Muharraq Club (2)                                            | 3 - 0                                                           | Nasaf Qarshi                                                    | Al-Muharraq Stadium (Arad)                                                  |
| 18                    | 2022           | Al-Seeb SC                                                      | 3 - 0                                                           | Kuala Lumpur City                                               | Stade national Bukit Jalil (Kuala Lumpur)                                   |
| 19                    | 2023-2024      | Central Coast Mariners                                          | 1 - 0                                                           | Al Ahed FC                                                      | Sultan Qaboos Sports Complex (Mascate)                                      |
| Ligue des champions 2 |                |                                                                 |                                                                 |                                                                 |                                                                             |
| 20                    | 2024-2025      | Sharjah FC                                                      | 2 - 1                                                           | Lion City Sailors                                               | Stade Bishan (Singapour)                                                    |

### Bilan par club

Logo de la compétition jusqu'en 2020

| Rang | Club                   | Titres (éditions)    | Finales perdues (éditions) |
| ---- | ---------------------- | -------------------- | -------------------------- |
| 1    | Koweït SC              | 3 (2009, 2012, 2013) | 1 (2011)                   |
| 2    | Al-Qowa Al-Jawiya      | 3 (2016, 2017, 2018) | 0                          |
| 3    | Al-Faisaly Club        | 2 (2005, 2006)       | 1 (2007)                   |
| 3    | Al Muharraq Club       | 2 (2008, 2021)       | 1 (2006)                   |
| 5    | Al-Qadsia SC           | 1 (2014)             | 2 (2010, 2013)             |
| 6    | Nasaf Qarshi           | 1 (2011)             | 1 (2021)                   |
| 6    | Al Ahed FC             | 1 (2019)             | 1 (2024)                   |
| 8    | Al-Jaish SC            | 1 (2004)             | 0                          |
| 8    | Shabab Al-Ordon Club   | 1 (2007)             | 0                          |
| 8    | Al Ittihad Alep        | 1 (2010)             | 0                          |
| 8    | Johor Darul Ta'zim FC  | 1 (2015)             | 0                          |
| 8    | Al-Seeb SC             | 1 (2022)             | 0                          |
| 8    | Central Coast Mariners | 1 (2024)             | 0                          |
| 8    | Sharjah FC             | 1 (2025)             | 0                          |
| 15   | Arbil SC               | 0                    | 2 (2012, 2014)             |
| 15   | Istiqlol Douchanbé     | 0                    | 2 (2015, 2017)             |
| 17   | Al-Wahda Club          | 0                    | 1 (2004)                   |
| 17   | Nejmeh SC              | 0                    | 1 (2005)                   |
| 17   | Safa Beyrouth SC       | 0                    | 1 (2008)                   |
| 17   | Al-Karamah SC          | 0                    | 1 (2009)                   |
| 17   | Bengaluru FC           | 0                    | 1 (2016)                   |
| 17   | FK Altyn Asyr          | 0                    | 1 (2018)                   |
| 17   | April 25 SC            | 0                    | 1 (2019)                   |
| 17   | Kuala Lumpur City      | 0                    | 1 (2022)                   |
| 17   | Lion City Sailors      | 0                    | 1 (2025)                   |

### Bilan par pays
| Pays                | Victoires | Finales perdues |
| ------------------- | --------- | --------------- |
| Koweït              | 4         | 3               |
| Irak                | 3         | 2               |
| Jordanie            | 3         | 1               |
| Syrie               | 2         | 2               |
| Bahreïn             | 2         | 1               |
| Liban               | 1         | 3               |
| Ouzbékistan         | 1         | 1               |
| Malaisie            | 1         | 1               |
| Oman                | 1         | 0               |
| Australie           | 1         | 0               |
| Émirats arabes unis | 1         | 0               |
| Tadjikistan         | 0         | 2               |
| Inde                | 0         | 1               |
| Turkménistan        | 0         | 1               |
| Corée du Nord       | 0         | 1               |
| Singapour           | 0         | 1               |